# 591808 Dienesvaléria
591808 Dienesvaleria è un asteroide della fascia principale. Scoperto nel 2012, presenta un'orbita caratterizzata da un semiasse maggiore pari a 2,804426 UA e da un'eccentricità di 0,164146, inclinata di 7,797637° rispetto all'eclittica.